# Johan Van Tittelboom
Johan Julia Emiel Dominick Van Tittelboom (Herzele, 21 september 1959) is een Belgisch advocaat en politicus voor Open Vld.

## Levensloop
Hij is licentiaat in de rechten. In 1985 is hij gehuwd met Carina Van Tittelboom–Van Cauter, voormalig Vlaams Volksvertegenwoordiger voor Open Vld en huidig gouverneur van Oost-Vlaanderen. Samen hebben ze twee kinderen.
Van Tittelboom was voorheen gemeenteraadslid (1989-2001) en provincieraadslid voor Oost-Vlaanderen (1995-2001). Van 2001 tot 2024 was hij burgemeester van de gemeente Herzele. Bij de lokale verkiezingen van oktober 2024 was Van Tittelboom niet langer kandidaat en verliet hij de actieve politiek. Daarnaast oefent hij de functies van voorzitter van het verzekeringsfonds Attentia en Vlaams ondervoorzitter van de Liberale Mutualiteit uit.
Hij haalde eind 2008 de nationale en internationale pers met zijn voorstel om de OCMW-schulden van de Herzeelse gezinnen kwijt te schelden.
In 2011 cumuleerde hij 24 mandaten, waarvan 12 bezoldigde.